# صراع العروش: الموسم 1 (موسيقى تصويرية)
صراع العروش: الموسم 1 (بالإنجليزية: Game of Thrones: Season 1)‏ هو ألبوم الموسيقى التصويرية للموسم الأول من مسلسل إتش بي أو صراع العروش. وقد ألفه رامين جوادي، وأُصدر في 14 يونيو 2011 للتنزيل الرقمي وعلى أقراص مضغوطة. وقد قبل جوادي المهمة قبل 10 أسابيع من عرض المسلسل، بعد أن ترك ستيفن واربك المشروع.

## الجوائز والترشيحات
| العام | الجائزة                                | الفئة                                     | النتيجة | م.    |
| ----- | -------------------------------------- | ----------------------------------------- | ------- | ----- |
| 2011  | رابطة نقاد الموسيقى السينمائية الدولية | أفضل موسيقى تصويرية أصلية لمسلسل تلفزيوني | رُشِّح     | [ 1 ] |